# Раян Шоукросс
Раян Джеймс Шоукросс (англ. Ryan James Shawcross, 4 жовтня 1987, Честер) — англійський футболіст, грає на позиції центрального захисника футбольного клубу «Сток Сіті». Виховувався у юнацькій школі футбольного клубу «Манчестер Юнайтед».
2012 року провів одну гру за національну збірну Англії.

## Клубна кар'єра
Розпочав клубну кар'єру футболіста в юнацькій команді «Манчестер Юнайтед» у сезоні 2003–04, де провів 22 матчі.
Деб'ютував в головній команді МЮ тільки у 2006 році, у матчі кубковому матчі проти «Кру Александра», вийшовши на заміну замість Майкла Барнса.
Вже у січні 2007 року був орендованим клубом з другої ліги Бельгії «Антверпен»,де регулярно виходив в стартовому складі команди. За нову команду він відмітився трьома забитими голами.
9 серпня 2007 року був знову орендований. 6 місяців він грав за команду «Сток Сіті», яка на той час виступала в чемпіонаті футбольної ліги. Цікавий факт - за перші дві гри в новій команді, він забив два гола, що не притаманно для його позиції. Після закінчення оренди, клуб «Сток Сіті» захотів викупити Шоукросса у МЮ, і викупив за 1 млн. фунтів. 
Але, якщо клуб вийде до «Прем'єр ліги», то сума подвоїться.
В сезоні  08/09  дуже вдало проявив себе в Прем'єр лізі, після чого, юного футболіста захотіли бачити в себе в команді провідні клуби АПЛ. 
Але головний тренер тодішньої команди футболіста не захотів продавати молодого таланта.
За сезон 2016/17  Шоукросс зіграв 12 ігор, де відмітився лише двома результативними передачами.

## ТравмаАарона Ремзі
27 лютого 2010 року в матчі проти Арсеналу Раян наніс Аарону Ремзі жахливу травму - перелом ноги, після якої футболіст лондонського «Арсеналу» відновлювався до листопада 2010 року. У тому матчі Шоукросс відразу отримав червону картку.

## Кар'єра у збірній
Деб'ютував за молодіжну збірну Англії U-21 в 20 років, проти збірної Ірландії, в відбірковому етапі ЧЄ.
Цікавий факт - Шоукросс грав за національну команду Уельсу U-15, де зіграв у двох матчах.
Після того, як футболіст вдало виступив в англійській Прем'єр-лізі, головний тренер національної збірної збірної Англії наголосив про те, що молодий талант може бути запрошений до національної збірної.